# Tanja Rastetter
Tanja Rastetter (* 19. September 1971 in Karlsruhe) ist eine ehemalige deutsche Fußballspielerin und -trainerin.

## Karriere

### Vereine
Rastetter agierte als Mittelfeldspielerin unter anderem für den VfL Sindelfingen, den SC Klinge Seckach (1992 – 1996), den SC Sand und den Karlsruher SC. Ihr größter sportlicher Erfolg als Spielerin war das Erreichen des Finales um den DFB-Pokal mit dem SC Klinge Seckach. Die am 25. Mai 1996 im Olympiastadion Berlin vor 40.000 Zuschauern ausgetragene Begegnung mit dem FSV Frankfurt endete mit der 1:2-Niederlage.
Ab 30. November 2005 gehörte sie – vom SC Sand an alter Wirkungsstätte zurückgekehrt – gemeinsam mit Michael Harforth und Regine Füssler zum neuen Trainerteam der KSC-Frauen. Am Saisonende 2005/06 konnte der Klassenerhalt gesichert werden. Zur Rückrunde der Saison 2006/07 ist sie Spielertrainerin, um die Mannschaft trotz fünf neuer Zugänge zu verstärken. Mit der 0:2-Niederlage im Heimspiel gegen den FC Erzgebirge Aue am 22. Mai 2007 (21. Spieltag) war der Abstieg aus der 2. Bundesliga Süd besiegelt. Von 2007 bis 2009 war sie Cheftrainerin der ersten Mannschaft in der drittklassigen Regionalliga Süd. Anschließend war sie als Co-Trainerin der U16-Juniorinnen an der Seite von Ralf Peter tätig.

### Nationalmannschaft
Für die A-Nationalmannschaft bestritt sie im Jahr 1992 zwei, im Jahr 1993 vier Länderspiele, in denen sie ohne Torerfolg blieb. Ihr Debüt gab sie am 2. September 1992 in Bad Kreuznach beim 7:0-Sieg im Testspiel gegen die Nationalmannschaft Frankreichs mit Einwechslung für Dagmar Pohlmann in der 65. Minute. Ihren letzten Einsatz als Nationalspielerin hatte sie am 5. Mai 1993 in Wädenswil beim 1:0-Sieg im Testspiel gegen die Schweizer Nationalmannschaft.

## Erfolge
- DFB-Pokal-Finalist 1996